# District de Simdega
Le district de Simdega est un district de l'état du Jharkhand, en Inde,

## Géographie
Au recensement de 2011, sa population compte 599 813 habitants.
Son chef-lieu est la ville de Simdega. 